# 체코 공군
체코 공군에 대해 설명한다.
- Air Forces Command (Praha)
  - 사령관: Libor Stefanik
  - 부사령관: Jaromir Sebesta

## 편제
- 공군기지 및 비행중대
- 제21 전술 공군기지 (Caslav)
  - 제211 전술 비행중대: JAS-39C 12대, JAS-39D 2대
  - 제212 전술 비행중대: L-159 ALCA 19대, L-159T1 5대
- 제22 공군기지 (Naměšť nad Oslavou)
  - 제211 헬리콥터 비행중대: Mi-24V 24대
  - 제222 훈련 비행중대: L-159ZA 4대
- 제23 헬리콥터기지 (Prerov)
  - 제231 헬리콥터 비행중대: Mi-171S 8대, Mi-17 4대
  - 제232 헬리콥터 비행중대: Mi-171S 8대, Mi-17 4대
- 제24 항공 수송기지 (Praha-Kbely)
  - 제241 수송 비행중대: A-139CJ 2대, Yak-40 2대, CL-601 1대
  - 제242 수송 및 특수 비행중대: C-295M 4대, L-410UVP 4대, L-410UVP-T 2대, L-410FG 2대
  - 제243 헬리콥터 비행편대: Mi-8S 3대, Mi-8P 1대, Mi-17 2대, W-3A Sokol 10대
- 여단
- 제25 미사일 여단 (Strakonice)
  - 제251 방공 미사일 구역: SA-6 4문
  - 제252 방공 미사일 구역: S-13 2문, RBS-70 16문(1개 부대 8문씩 나뉘어 2개 부대로 구성)
- 제26 지휘, 통제 및 감시 여단 (Stara Boleslav)
  - 제216 관리 및 감지 센터
  - 제262 전자장비 대대
  - 제263 항공비행 통제 센터
- 그외
- 프라하 공항공단: 체코 공기업, 항공 교육 센터에서 새로운 파일럿을 훈련시킨다. 헵리콥터 수리업체 LOM Praha를 산하에 두고 있다.
  - 항공 교육 센터: EV-97 1대, Z-172c-AF 8대, L-39C 7대, L-410UVP L 1대, L-410UVP T 1대, Mi-2 4대, Mi-2rch 2대, Mi-17 3대

## 참조
1. ↑  http://www.army.cz/scripts/detail.php?id=81787